# Vanity Fair (romance)
Vanity Fair é um romance escrito pelo autor inglês William Makepeace Thackeray que acompanha as vidas de Becky Sharp e Amelia Sedley com seus amigos e familiares durante e após as Guerras Napoleônicas. Foi publicado pela primeira vez como uma série mensal de 19 volumes (o último contendo as partes 19 e 20) entre 1847 e 1848 com o subtítulo Pen and Pencil Sketches of English Society, que indica uma sátira da sociedade britânica do início do século XIX. As ilustrações também foram desenhadas por Thackeray. A história foi lançada em um único volume em 1848 com o subtítulo A Novel without a Hero, refletindo o interesse de Thackeray em desconstruir as convenções de sua época em relação ao heroísmo literário. Ele é considerado o “principal fundador” do romance doméstico vitoriano.
A história é apresentada como um teatro de fantoches, e o narrador, apesar de ser uma voz autoral, não é confiável. A série foi um sucesso de público e crítica. Atualmente, o romance é considerado um clássico e inspirou várias adaptações para rádio, cinema e televisão. Ele também inspirou o título da revista britânica sobre estilo de vida, publicada pela primeira vez em 1868 e conhecida por suas caricaturas de pessoas famosas da sociedade vitoriana e eduardiana. Em 2003, Vanity Fair foi listado em 122º lugar na pesquisa The Big Read da BBC sobre os livros mais amados do Reino Unido.

## Título
O título do livro é inspirado por The Pilgrim's Progress, de John Bunyan, uma alegoria dissidente publicada em 1678. Na obra, “Vanity Fair” refere-se a uma feira realizada em uma cidade chamada Vanity, o que representa o apego pecaminoso do homem às coisas mundanas. Thackeray não menciona Bunyan no romance nem em suas cartas, nas quais ele se descreve lidando com “viver sem Deus no mundo”, mas ele esperava que a referência fosse compreendida por seu público, como mostra um artigo do jornal The Times de 1851, provavelmente escrito pelo próprio Thackeray.
No século 18, a expressão “Vanity Fair” era usada para representar um espaço de diversão. Contudo, na primeira metade do século 19, passou a representar o espaço de diversão dos ricos ociosos e indignos. Todos esses sentidos aparecem na obra de Thackeray. O nome “Vanity Fair” também foi usado para pelo menos cinco periódicos.

## Resumo do enredo
A história é apresentada em seu prefácio na forma de um teatro de marionetes que ocorre em uma feira. A capa das publicações ilustrava uma trupe de atores cômicos no Speakers' Corner, no Hyde Park. O narrador, que pode ser um apresentador ou escritor, aparece na própria obra e não é confiável, repetindo fofocas que ouviu.

Em Londres, em 1814, Rebecca Sharp (Becky), filha de um professor de arte e de uma dançarina francesa, é uma jovem obstinada, astuta e sem dinheiro, determinada a conquistar seu espaço na sociedade. Depois de sair da escola, Becky vai morar com sua amiga Amelia Sedley (Emmy), uma jovem simples de boa índole que pertence a uma família rica de Londres. Lá, Becky conhece noivo de Amelia, o arrojado e obcecado Capitão George Osborne, e o irmão de Amelia, Joseph (Jos) Sedley, um desajeitado e vaidoso, mas rico funcionário público da Companhia das Índias Orientais. Na esperança de se casar com Sedley, o jovem mais rico que já conheceu, Becky tenta o seduzir, mas não consegue. O Capitão William Dobbin, amigo de George Osborne, ama Amelia, mas só deseja sua felicidade, que está centrada em George.

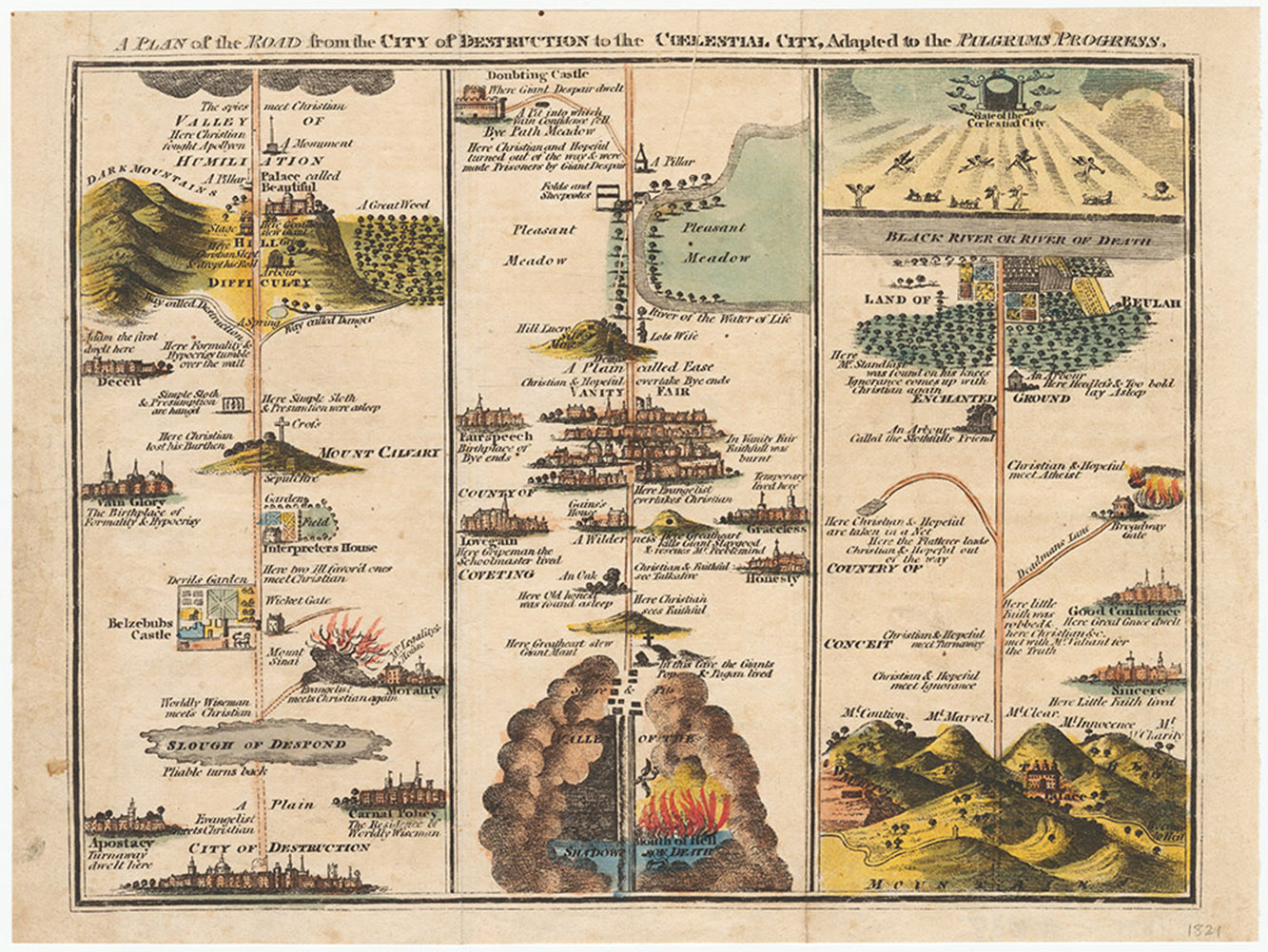
Uma reprodução do Plano do Caminho da Cidade da Destruição para a Cidade Celestial em The Pilgrim's Progress, incluindo Vanity como a principal cidade ao longo do caminho.

Becky Sharp se despede da família Sedley e começa a trabalhar para o grosseiro e perdulário baronete Sir Pitt Crawley, que a contrata como governanta de suas filhas. O comportamento dela na casa de Sir Pitt o agrada e, após a morte prematura de sua segunda esposa, ele a propõe em casamento. No entanto, ele descobre que Becky se casou secretamente com seu segundo filho, o Capitão Rawdon Crawley, mas que está arrependida. A meia-irmã mais velha de Sir Pitt, Srta. Crawley, é muito rica, pois herdou a fortuna de sua mãe, e toda a família Crawley lhe agrada para que ela lhes deixe sua riqueza. Inicialmente, seu favorito é Rawdon Crawley, mas o casamento dele com Becky a enfurece. Ela favorece a família do irmão de Sir Pitt, mas, quando morre, deixa seu dinheiro para o filho mais velho de Sir Pitt, também chamado Pitt.
Chega a notícia de que Napoleão escapou da Ilha de Elba e, como resultado, o mercado de ações fica agitado, fazendo com que o pai de Amelia, John Sedley, corretor da bolsa, vá à falência. O pai rico de George o proíbe de se casar com Amelia, que agora é pobre. Dobbin convence George a se casar com Amelia e, consequentemente, ele é deserdado. George Osborne, William Dobbin e Rawdon Crawley são enviados a Bruxelas, acompanhados de Amelia e Becky, e do irmão de Amelia, Jos.
George fica constrangido com a vulgaridade da Sra. Major O'Dowd, a esposa do chefe do regimento. O recém-casado Osborne já está se cansando de Amelia e se sente cada vez mais atraído por Becky, o que deixa Amelia com ciúmes e infeliz. Ele também está perdendo dinheiro para Rawdon em apostas. Em um baile em Bruxelas, George dá a Becky um bilhete convidando-a a fugir com ele (esse fato é revelado no final do livro). Em seguida, o exército recebe ordens para marchar para a Batalha de Waterloo. George passa uma noite carinhosa com Amelia e vai embora. O barulho da batalha deixa Amelia horrorizada, e ela é consolada pela Sra. O'Dowd. Becky é indiferente e faz planos para qualquer que seja o resultado. Ela também lucra vendendo sua carruagem e cavalos a preços inflacionados para Jos, que está tentando fugir de Bruxelas.

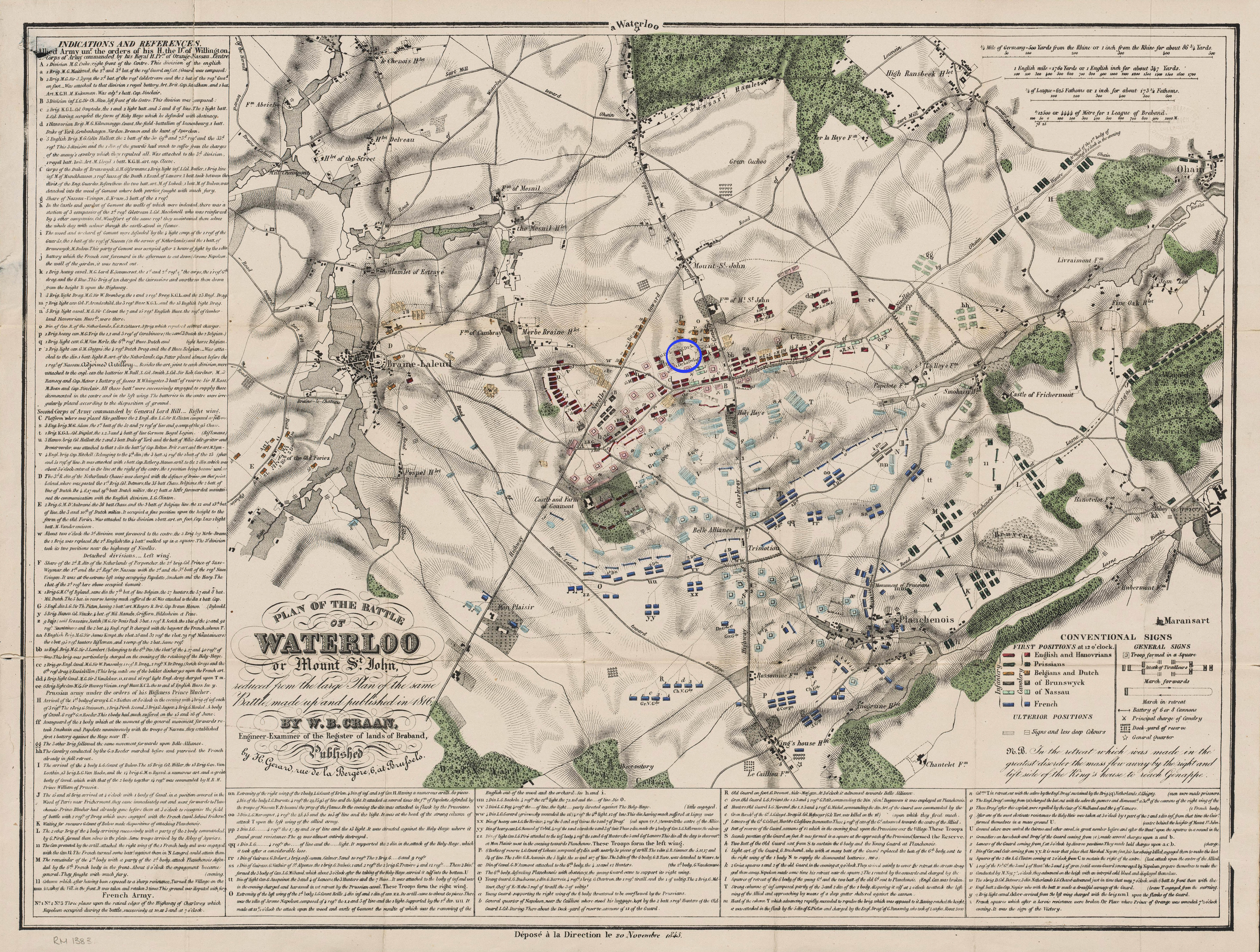
O capítulo 32 termina com os acontecimentos de Waterloo.

George Osborne é morto na Batalha de Waterloo, enquanto Dobbin e Rawdon sobrevivem. Amelia é mãe de um filho póstumo, que leva o nome de George. Ela volta a viver na pobreza com seus pais, dedicando sua vida à memória do marido e aos cuidados com o filho. Dobbin paga uma pequena pensão vitalícia para Amelia e expressa seu amor por ela por meio de pequenas gentilezas para com ela e seu filho. Ela está apaixonada demais pela memória do marido para retribuir o amor de Dobbin. Entristecido, ele vai para a Índia, onde fica por muitos anos.
Becky também teve um filho que chamou de Rawdon, em homenagem ao pai. Becky é uma mãe fria e distante, embora Rawdon ame seu filho. Becky continua sua ascensão, primeiro na Paris do pós-guerra e depois em Londres, onde é apadrinhada pelo rico e poderoso Marquês de Steyne. Ela é apresentada na corte ao príncipe regente Jorge IV e o encanta em um jogo de “charadas teatrais”, no qual ela interpreta os papéis de Clitemnestra e Filomela. O idoso Sir Pitt Crawley morre e é sucedido por seu filho Pitt, que havia se casado com Lady Jane Sheepshanks, a terceira filha de Lord Southdown. Becky tem boas relações com Pitt e Jane, mas Jane fica revoltada com a atitude de Becky em relação ao filho e com ciúmes do relacionamento de Becky com Pitt.
No auge de seu sucesso social, Rawdon é preso por dívidas, possivelmente com a conivência de Becky. O sucesso financeiro dos Crawley foi tema de fofocas; eles viviam sob crédito, apesar disso ter arruinado a confiança daqueles que acreditavam neles. O Marquês de Steyne havia dado dinheiro, joias e outros presentes a Becky, mas ela não os usou para pagar despesas ou libertar o marido. Em vez disso, a carta de Rawdon para seu irmão é recebida por Lady Jane, que paga as 170 libras que motivaram sua prisão.
Ao voltar para casa, ele encontra Becky cantando para Steyne e o agride, presumindo que eles estão tendo um caso, apesar das contestações de inocência. Steyne fica indignado, pois supôs que o dinheiro que havia dado a Becky fazia parte de um acordo com o marido dela. Rawdon encontra os registros bancários ocultos de Becky e a deixa, esperando que Steyne o desafie para um duelo. Em vez disso, Steyne faz com que Rawdon seja nomeado governador da Ilha de Coventry, um local pestilento e cheio de doenças. Becky, tendo perdido o marido e a credibilidade, abandona a Inglaterra e vagueia pelo continente, deixando seu filho aos cuidados de Pitt e Lady Jane.

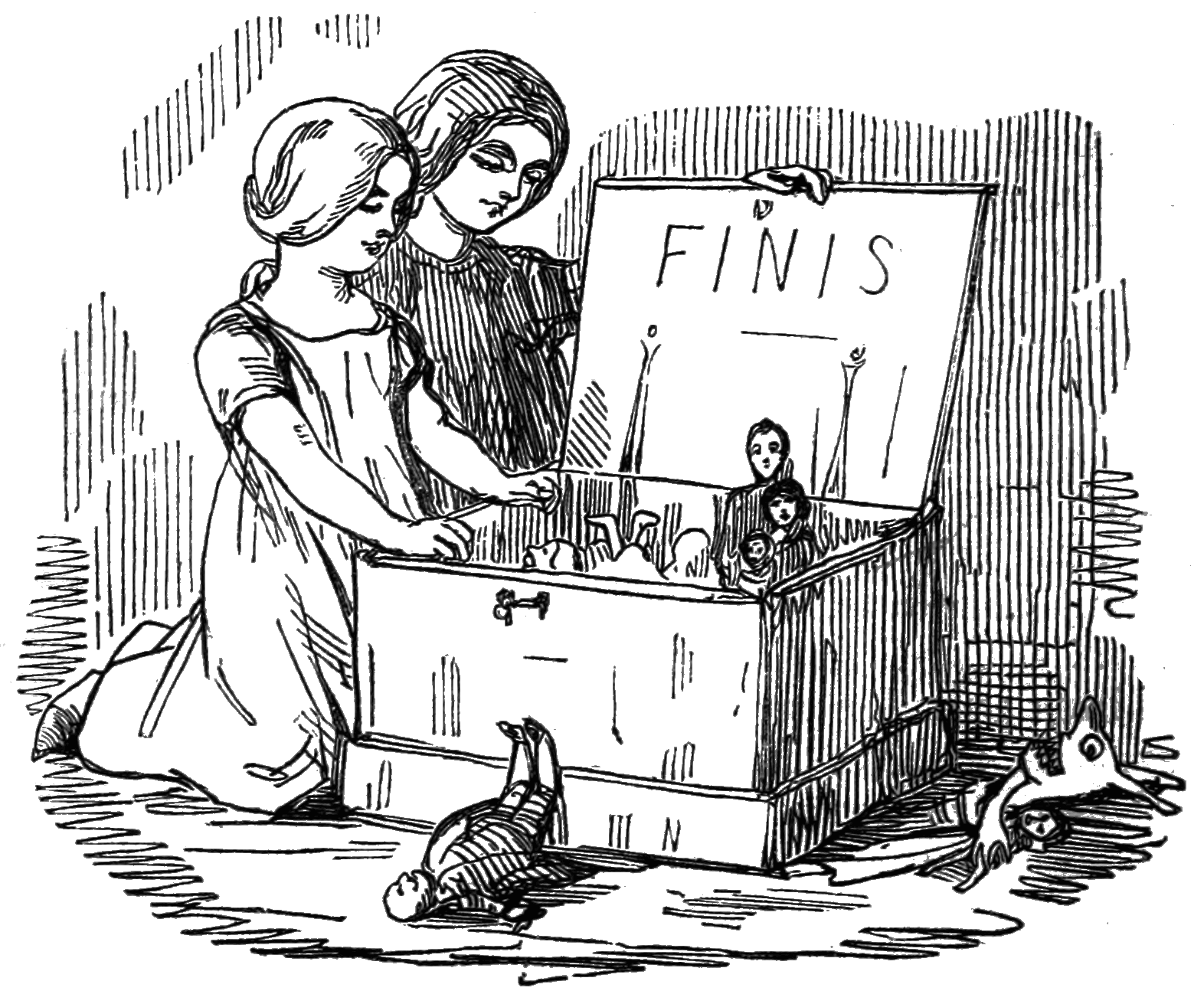
Duas meninas fecham sua caixa de bonecas no final da história.

À medida que o filho de Amelia, George, cresce, seu avô, o Sr. Osborne, se torna mais tolerante com ele (mas não com Amelia) e o tira de sua mãe empobrecida, que sabe que ele lhe dará uma vida melhor do que ela poderia conseguir. Após doze anos no exterior, Joseph Sedley e Dobbin retornam. Dobbin declara seu amor a Amelia, que é carinhosa, mas não consegue esquecer a lembrança de seu falecido marido. Dobbin intermedia uma reconciliação entre Amelia e seu sogro, que morre logo depois. Ele havia alterado seu testamento, legando ao jovem George metade de sua fortuna e a Amelia uma generosa anuidade.
Após a morte do Sr. Osborne, Amelia, Jos, George e Dobbin vão para Pumpernickel, na Alemanha, onde encontram a indigente Becky, que está vivendo em meio a jogadores de cartas e vigaristas. Becky encanta Jos Sedley mais uma vez, e Amelia é persuadida a deixar Becky se juntar a eles. Dobbin proíbe isso e lembra Amelia de seu ciúme de Becky com seu marido. Amelia sente que isso desonra a memória de seu falecido e reverenciado marido, o que leva a um rompimento total entre ela e Dobbin. Ele deixa o grupo e se junta novamente ao seu regimento, enquanto Becky permanece com o grupo.
No entanto, Becky decidiu que Amelia deve se casar com Dobbin, mesmo sabendo que Dobbin é seu inimigo. Becky mostra a Amelia o bilhete de George, guardado desde a véspera da Batalha de Waterloo, e Amelia finalmente percebe que George não era o homem perfeito que ela sempre pensou e que ela rejeitou um homem melhor, Dobbin. Amelia e Dobbin se reconciliam e retornam à Inglaterra. Becky e Jos permanecem na Europa. Jos morre, possivelmente de forma suspeita, depois de dar uma parte de seu dinheiro a Becky como seguro de vida, o que lhe garante uma renda. Ela retorna à Inglaterra e consegue levar uma vida respeitável, embora todos os seus amigos anteriores se recusem a reconhecê-la.

## Personagens

### Emmy Sedley (Amelia)

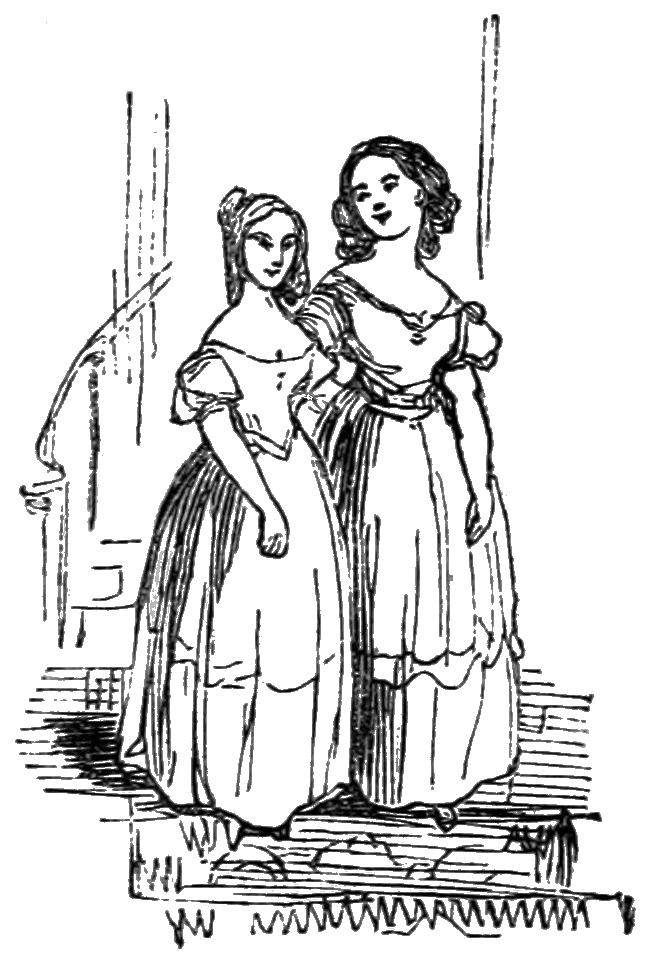
Becky e Emmy na infância, uma das ilustrações de Thackeray no início do livro.

Amelia, conhecida como Emmy, é bem-humorada, mas passiva e ingênua. Ela tem nariz arrebitado e bochechas redondas e rosadas, e é muito querida por todos. Ela começa a obra como heroína e se casa com o arrojado George Osborne contra a vontade do pai dele. Ela continua apaixonada por George, apesar de ele a negligenciar e flertar com Becky.
Após a morte de George na Batalha de Waterloo, ela cria o filho George sozinha enquanto vive com seus pais. Ela é completamente dominada por sua mãe e por seu pai que, para financiar um de seus esquemas de investimento fracassados, vende a anuidade que Jos havia fornecido. Amelia fica obcecada pelo filho e pela memória do marido. Ela ignora William Dobbin, que a corteja por anos e o trata mal até que ele vá embora. Somente quando Becky mostra a carta de George para ela, indicando sua infidelidade, Amelia consegue seguir em frente e se casa com Dobbin.
Enquanto escrevia o livro, Thackeray escreveu uma carta para sua amiga Jane Octavia Brookfield que dizia: “Você sabe que é apenas um pedaço de Amelia, minha mãe é outra metade”. Na obra, sua personagem é comparada e conectada a Ifigênia, embora duas das referências estendam a alusão a todas as filhas como Ifigênias em potencial, esperando para serem sacrificadas por suas famílias.

### Becky Sharp (Rebecca)

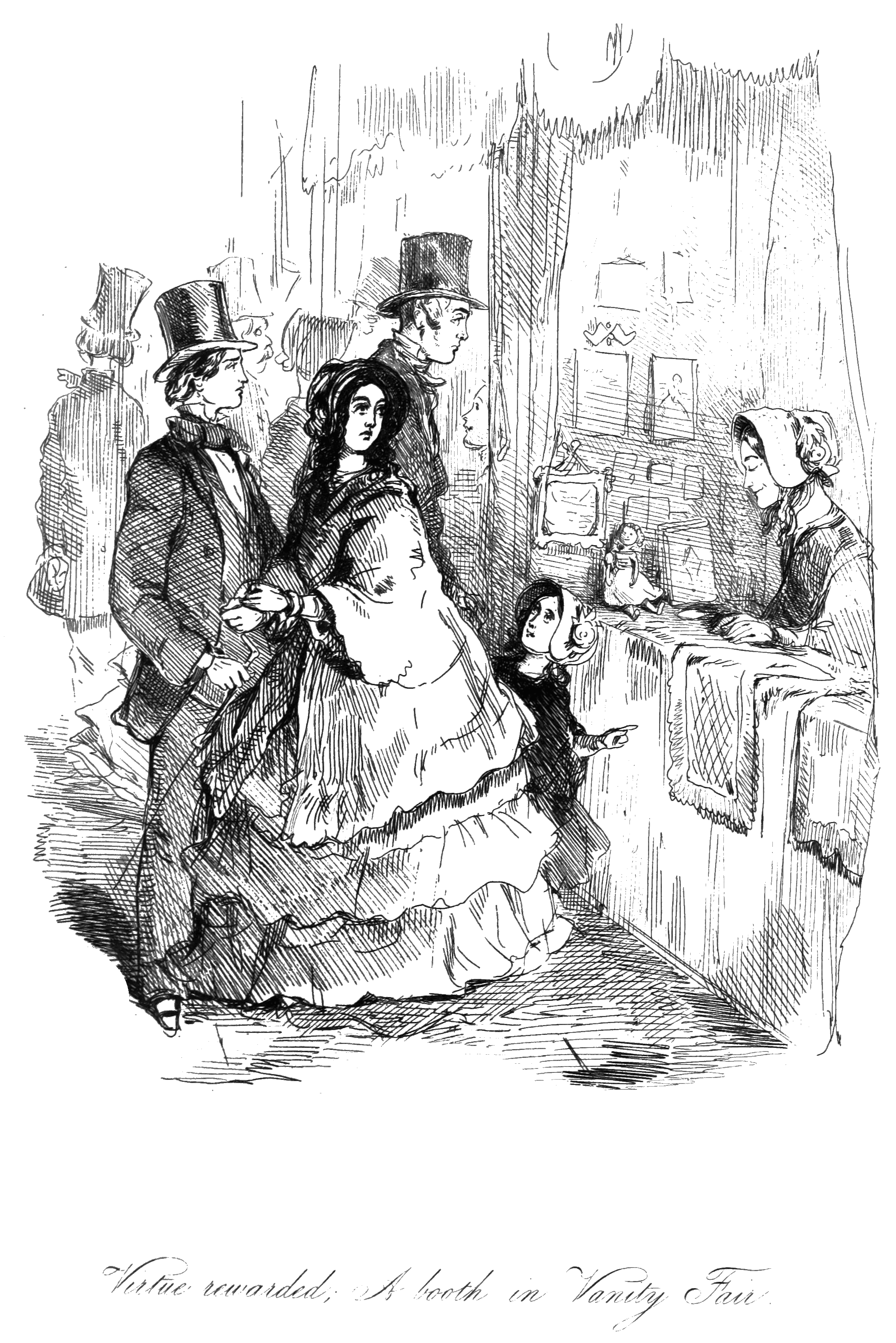
Emmy, seus filhos e o coronel encontram Becky, Lady Crawley, em um dos estandes de caridade dela nas Fancy Fairs.

Rebecca Sharp, conhecida como Becky, é uma jovem inteligente e conivente com um dom para a sátira. Ela é descrita como uma garota baixa, de cabelos cor de areia, com olhos verdes e muita sagacidade. Becky é filha de uma mãe dançarina de ópera francesa e de um pai professor de arte e artista, Francis. Fluente em francês e inglês, ela tem uma bela voz para cantar, toca piano e demonstra grande talento como atriz. Sem uma mãe para orientá-la no casamento, Becky decide que precisa ser sua própria guia.
A partir daí, ela parece ser completamente amoral e sem consciência, sendo chamada de “anti-heroína” da obra. Ela não parece ter a capacidade de se apegar a outras pessoas e mente com facilidade e inteligência para conseguir o que quer. Ela é extremamente manipuladora e, após os primeiros capítulos e seu fracasso em atrair Jos Sedley, não se mostra sincera.
Sem nunca ter conhecido a segurança financeira, Becky deseja-a acima de tudo. Quase tudo o que faz é com a intenção de assegurar uma posição estável para si. Ela defende os interesses de Rawdon, flertando com homens como o General Tufto e o Marquês de Steyne para que seu marido seja promovido. Ela também usa seus artifícios femininos para distrair os homens em festas de cartas enquanto Rawdon os engana.
Casar com Rawdon Crawley em segredo foi um erro, assim como fugir em vez de pedir perdão a Miss Crawley. Ela também não consegue manipular Miss Crawley através de Rawdon para obter uma herança. Embora Becky manipule os homens com muita facilidade, não é tão bem sucedida com as mulheres. É totalmente hostil com Lady Bareacres, desdenha de Mrs. O'Dowd e Lady Jane, embora inicialmente amigável, acaba por desconfiar e não gostar dela.
As exceções a esta regra são Miss Crawley, a sua companheira Miss Briggs e a sua amiga de escola Amélia; esta última é a destinatária das únicas gentilezas que Becky expressa na obra, persuadindo-a a casar com Dobbin e protegendo-a de dois homens que disputam as suas atenções. Esta lealdade a Amélia resulta do fato de Becky não ter outros amigos na escola e de Amélia ser gentil. A partir da sua determinação em ser a sua própria guia, Becky começa a assumir o papel de Clitemnestra.

### George Osborne

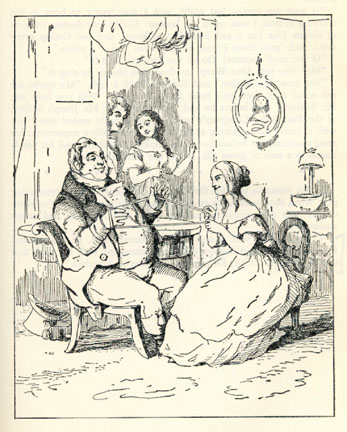
Becky Sharp usando uma "expressão matadora" para flertar com o Sr. Joseph Sedley.

George Osborne, seu pai (um comerciante de estatuto social consideravelmente superior ao do pai de Dobbin, embora autodidata) e suas duas irmãs são próximos da família Sedley, até que Mr. Sedley (o pai de Jos e Amelia, e padrinho de George Osborne) vai à falência na sequência de uma especulação mal aconselhada. Como George e Amélia foram criados próximos e eram namorados de infância, George contraria o pai a casar com Amélia. Antes de pai e filho se reconciliarem, George é morto na batalha de Waterloo, deixando Amélia grávida.
Criado para ser um gastador egoísta, vaidoso, bonito e obcecado por si próprio, George esbanja o último dinheiro que recebe do pai e não põe nada de lado para ajudar a sustentar Amélia. Depois de se casar com ela, George sente-se aborrecido. Namora seriamente com Becky e reconcilia-se com Amélia pouco tempo antes de ser morto em combate.

### William Dobbin
O melhor amigo de George Osborne, o Capitão William Dobbin, é alto, desajeitado e não é bonito. É alguns anos mais velho do que George e seu amigo desde os tempos de escola, apesar de o pai de Dobbin ser um comerciante de figos e de os Osbornes pertencerem à classe nobre e terem enriquecido de forma independente. Defende George e é cego às suas falhas em muitos aspectos, embora tente forçar George a fazer o que é correto. Ele pressiona George a manter sua promessa de se casar com Amélia, apesar de Dobbin estar apaixonado por ela. Depois da morte de George, Dobbin providencia uma pensão vitalícia para ajudar Amélia, aparentemente com a ajuda dos colegas oficiais de George.

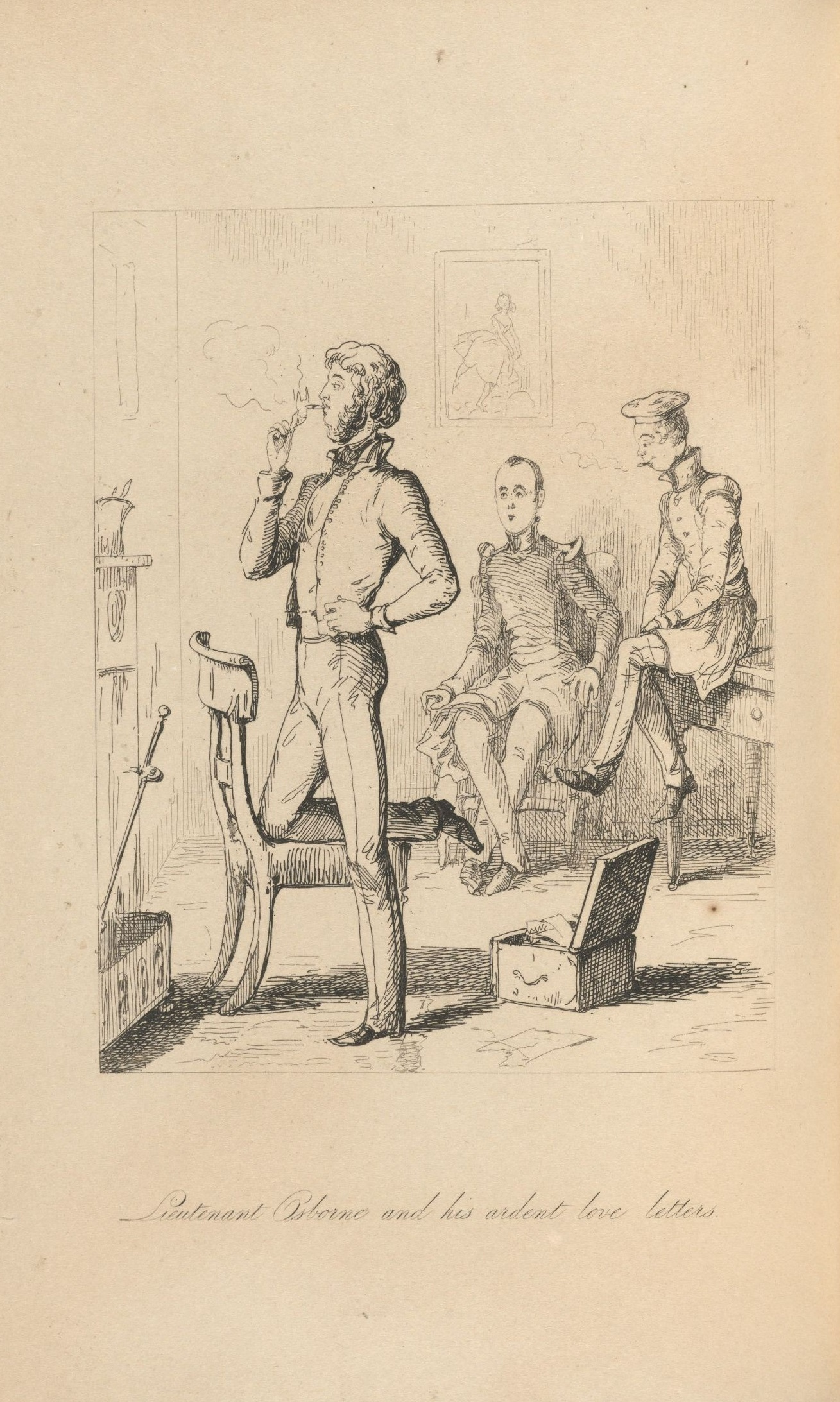
George Osborne.

O major e tenente-coronel Dobbin faz o que pode para ajudar Amélia e seu filho George. Ele permite que Amélia continue com sua obsessão por George e não corrige suas crenças errôneas sobre ele. Durante anos, ele sofre por essa paixão enquanto serve na Índia. Depois de Amélia escolher a amizade de Becky em vez da dele durante a sua estadia na Alemanha, Dobbin vai embora decepcionado. Regressa quando Amélia lhe escreve e admite os seus sentimentos por ele, casa com ela (apesar de ter perdido grande parte da sua paixão por ela) e tem uma filha que ama profundamente.

### Rawdon Crawley
Rawdon, o mais novo dos dois filhos Crawley, é um oficial de cavalaria. É o favorito da sua tia rica até se casar com Becky Sharp, que é de uma classe inferior. O casamento afasta permanentemente a tia, que deixa os seus bens ao irmão mais velho de Rawdon, Sir Pitt. Nesta altura, Sir Pitt já herdou os bens do pai de ambos, deixando Rawdon desamparado.
Rawdon tem alguns talentos na vida, sendo a maioria deles relacionado com o jogo e o duelo. É bom nas cartas e no bilhar e, embora nem sempre ganhe, e consegue ganhar dinheiro apostando contra jogadores menos talentosos. Durante a maior parte do livro, está endividado. Não sendo particularmente talentoso como oficial militar, contenta-se em deixar Becky gerir a sua carreira.
Embora Rawdon saiba que Becky é atraente para os homens, acredita que a sua reputação é imaculada, apesar de ser amplamente suspeita de intrigas românticas com o general Tufto e outros homens poderosos. Ninguém se atreve a sugerir o contrário a Rawdon, devido ao seu temperamento e à sua reputação de duelista. No entanto, outras pessoas, em particular o Marquês de Steyne, acham impossível acreditar que Crawley desconheça os truques de Becky. Steyne acredita que Rawdon sabe que Becky se prostitui, mas que ele aceita a farsa com o intuito de obter ganhos financeiros.
Depois de Rawdon descobrir a verdade e se separar Becky, ele deixa o filho para ser criado pelo seu irmão Sir Pitt e pela sua mulher Lady Jane. Enquanto está no estrangeiro, Rawdon morre de febre amarela.

### Pitt Crawley
O irmão mais velho de Rawdon Crawley herda a propriedade dos Crawley do seu pai, o grosseiro e vulgar Sir Pitt, e a propriedade da sua tia rica, Miss Crawley. Pitt é muito religioso e tem aspirações políticas, embora pouca gente aprecie a sua inteligência ou sabedoria.
Um pouco pedante e conservador, Pitt não faz nada para ajudar Rawdon ou Becky, mesmo quando estes passam por momentos difíceis. Este fato deve-se principalmente à influência da sua mulher, Lady Jane, que não gosta de Becky devido ao tratamento insensível que esta dá ao filho, e também porque Becky retribuiu a bondade anterior de Lady Jane, sendo condescendente com ela e flertando com Sir Pitt.

### Matilda Crawley
A idosa Miss Crawley é a tia rica preferida de todos. Sir Pitt e Rawdon adoram-na, embora Rawdon seja o seu sobrinho preferido e único herdeiro até casar com Becky. Embora Miss Crawley goste de Becky e a mantenha por perto para a entreter com sarcasmo e inteligência, e adore escândalos e, em particular, histórias de casamentos imprudentes, não quer escândalos nem casamentos imprudentes na sua família. Uma parte da seção inicial do livro aborda os esforços que os Crawley fazem para se curvarem perante Miss Crawley na esperança de receberem uma grande herança. Thackeray passou algum tempo em Paris com a sua avó materna Harriet Becher, e diz-se que a personagem de Miss Crawley se baseia nela.

### Joseph Sedley
O irmão mais velho de Amélia, Joseph Sedley, fez uma fortuna respeitável como colecionador na Índia. Obeso e presunçoso, mas muito tímido e inseguro, sente-se atraído por Becky Sharp, mas as circunstâncias impedem-no de a pedir em casamento. Nunca se casa, mas quando reencontra Becky é facilmente manipulado para se apaixonar por ela. Jos não é um homem corajoso nem inteligente, demonstrando a sua cobardia na Batalha de Waterloo, ao tentar fugir e ao comprar os dois cavalos caros de Becky. Becky engana-o novamente perto do fim do livro e assassina-o para obter o seguro de vida.

## Histórico das publicações

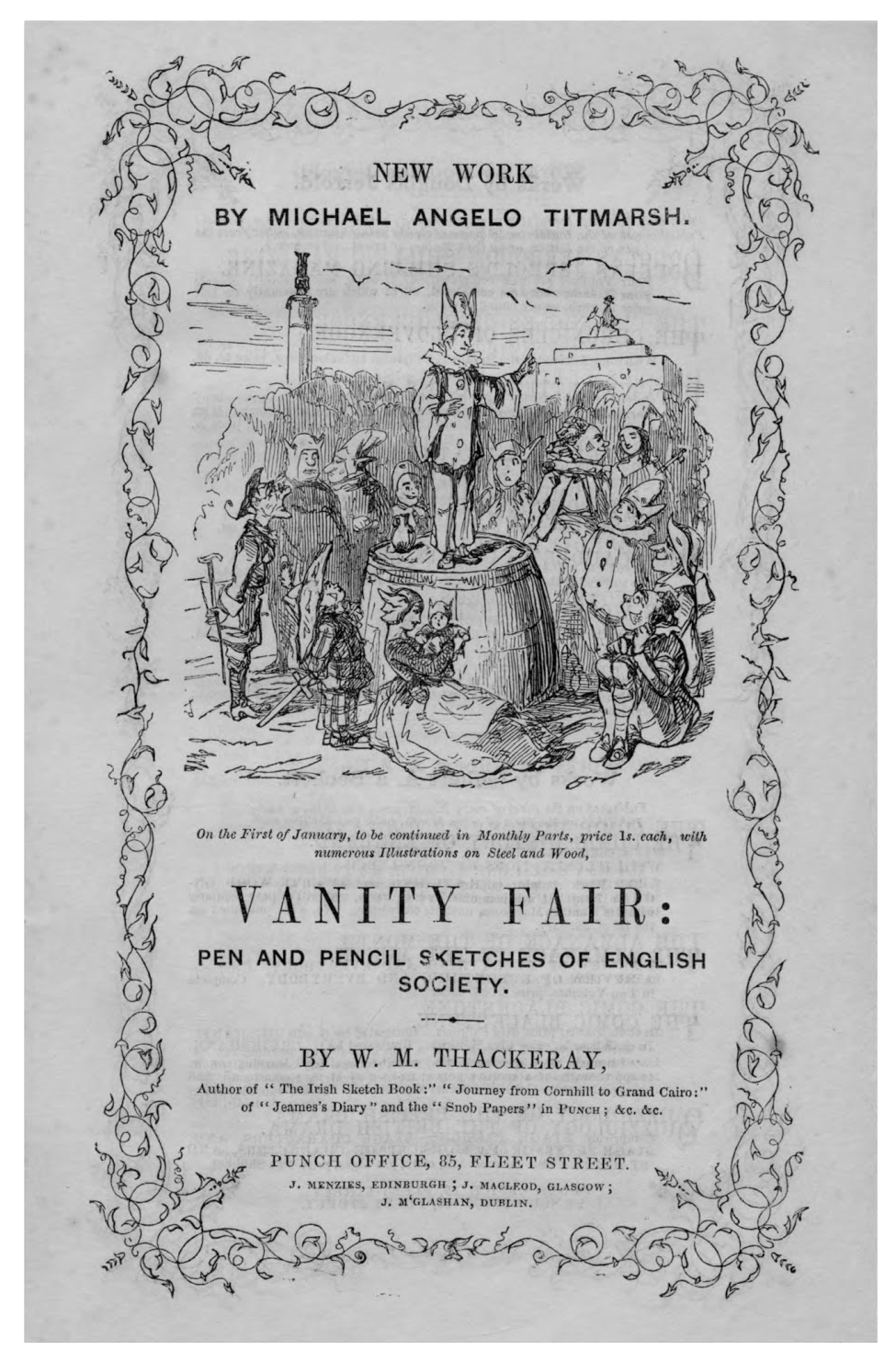
O folheto de 1847 da série Vanity Fair: Pen and Pencil Sketches of English Society.

Thackeray pode ter começado a trabalhar no Vanity Fair em 1841, mas começou a escrevê-lo em 1844. Como muitos romances da época, Vanity Fair foi publicado em série antes de ser vendido em livro. Foi impresso em 20 partes mensais, entre janeiro de 1847 e julho de 1848, e lançado na revista Punch, em Londres. As três primeiras partes já tinham sido concluídas antes da publicação, enquanto as restantes foram escritas depois de a obra ter começado a ser vendida.
A última parte é contem as partes 19 e 20. Os textos remanescentes, notas e cartas mostram que foram feitos ajustes, mas que as linhas gerais da história e os seus principais temas estavam estabelecidos desde o início.
- Nº. 1 (janeiro de 1847) Cap. 1-4;
- Nº 2 (fevereiro de 1847) Cap. 5-7;
- Nº. 3 (março de 1847) Cap. 8-11;
- Nº. 4 (abril de 1847) Cap. 12-14;
- Nº. 5 (maio de 1847) Cap. 15-18;
- Nº. 6 (junho de 1847) Cap. 19-22;
- Nº. 7 (julho de 1847) Cap. 23-25;
- Nº. 8 (agosto de 1847) Cap. 26-29;
- Nº. 9 (setembro de 1847) Cap. 30-32;
- No. 10 (outubro de 1847) Cap. 33-35;
- No. 11 (novembro de 1847) Cap. 36-38;
- No. 12 (dezembro de 1847) Cap. 39-42;
- Nº. 13 (janeiro de 1848) Cap. 43-46;
- Nº. 14 (fevereiro de 1848) Cap. 47-50;
- No. 15 (março de 1848) Cap. 51-53;
- No. 16 (abril de 1848) Cap. 54-56;
- Nº. 17 (maio de 1848) Cap. 57-60;
- No. 18 (junho de 1848) Cap. 61-63;
- No. 19/20 (julho de 1848) Cap. 64-67.

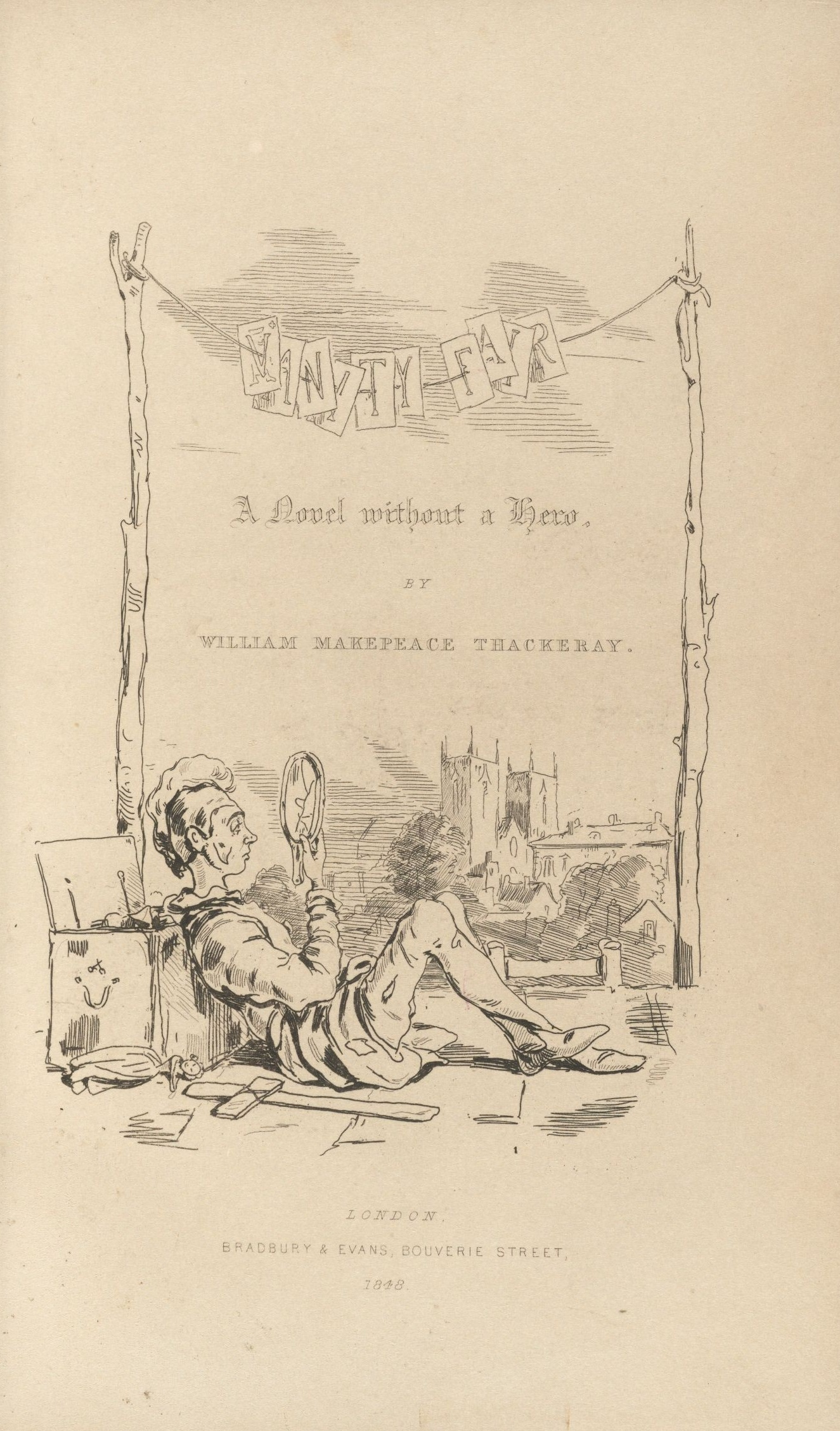
Capa de Vanity Fair: A Novel without a Hero.

As publicações assemelhavam-se a panfletos e as gravuras eram posicionadas em meio ao texto. A mesma ilustração aparecia na capa amarelo-canário de cada parte mensal; esta cor tornou-se a assinatura de Thackeray, tal como um azul-esverdeado claro era a de Dickens, permitindo que os transeuntes reparassem à distância num novo número de Thackeray na livraria.
Vanity Fair foi a primeira obra que Thackeray publicou com o seu próprio nome. Após a conclusão da publicação em série, a história foi impressa como um volume encadernado por Bradbury & Evans em 1848. Como obra coletiva, os romances tinham o subtítulo A Novel without a Hero. Até ao final de 1859, os direitos de autor de Vanity Fair renderam a Thackeray cerca de 2.000 libras, um terço do que havia recebido com The Virginians.
Desde o seu primeiro rascunho e após a publicação, Thackeray revisou as alusões feitas na história para as tornar mais acessíveis aos seus leitores. No capítulo 5, o original Prince Whadyecallem tornou-se Prince Ahmed na edição de 1853. No capítulo 13, uma passagem sobre a figura bíblica Jefté foi removida, embora as referências a Ifigénia continuassem a ser importantes. No capítulo 56, Thackeray confundiu Samuel (o rapaz cuja mãe Hannah o abandonou quando foi chamada por Deus) com Eli, o velho sacerdote a quem foi confiado; este erro foi corrigido na edição de 1889 após a morte de Thackeray.
As publicações tinham como subtítulo Pen and Pencil Sketches of English Society; tanto elas como as primeiras versões encadernadas apresentavam ilustrações de Thackeray. Por vezes, estas apresentavam imagens de caráter simbólico, como uma das personagens femininas retratada como uma sereia devoradora de homens. Em um caso, um ponto importante do enredo é fornecido através de uma imagem e da sua legenda. Embora o texto deixe claro que outras personagens suspeitam que Becky Sharp assassinou o seu segundo marido, não há nada de definitivo no próprio texto. No entanto, uma imagem mostra-a a ouvir Jos a suplicar a Dobbin enquanto segura um pequeno objeto branco na mão. A legenda que indica que esta é a segunda aparição de Becky na personagem de Clitemnestra esclarece que ela o assassinou pelo dinheiro do seguro, provavelmente através de veneno.

## Recepção e crítica

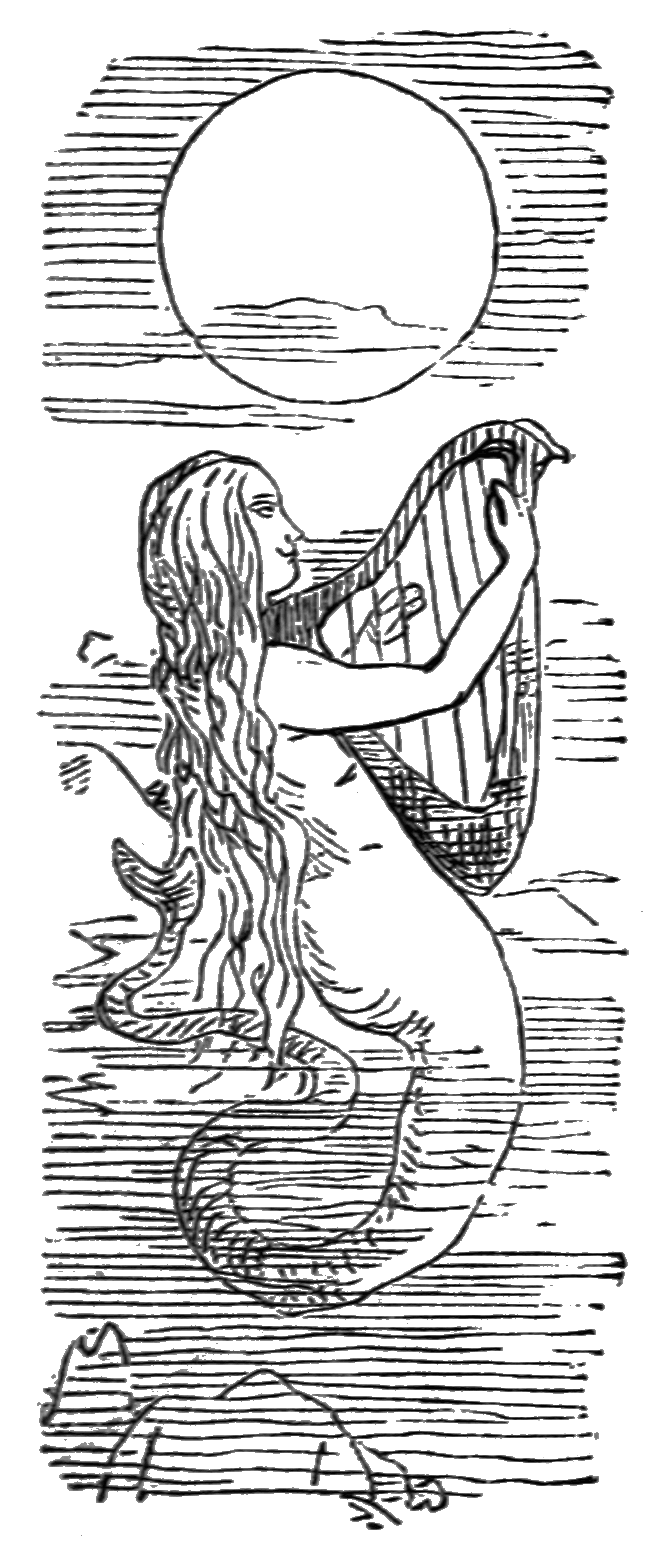
Becky retratada como uma sereia.

O estilo de Vanity Fair é influenciado por Henry Fielding. Thackeray pretendia que o livro fosse divertido e instrutivo, uma intenção demonstrada através da narração do livro e da correspondência privada de Thackeray. Uma carta ao seu editor na Punch expressava a sua convicção de que "a nossa profissão... é tão séria como a do pároco". Thackeray considerava esta obra como o seu amadurecimento enquanto escritor e a sua maior obra.
Os críticos aclamaram a obra como um tesouro literário antes da publicação da última parte da série. Na sua correspondência, Charlotte Brontë também foi efusiva em relação às suas ilustrações: "Não encontrarão facilmente um segundo Thackeray. Como é que ele consegue, com umas poucas linhas e pontos pretos, dar sombras de expressão tão finas, tão reais; traços de caráter tão minuciosos, tão subtis, tão difíceis de captar e fixar, não sei dizer - só posso admirar e admirar... Se a Verdade fosse novamente uma deusa, Thackeray deveria ser o seu sumo sacerdote."
Os primeiros críticos consideraram evidente a relação com Bunyan e compararam Becky com Pilgrim e Thackeray com Faithful. Embora tenham sido superlativos nos seus elogios, alguns expressaram o seu desapontamento com o retrato incessantemente sombrio da natureza humana, receando que Thackeray tivesse levado a sua metáfora sombria demasiado longe. Em resposta a estes críticos, Thackeray explicou que via as pessoas, na sua maioria, como "abominavelmente tolas e egoístas".
O final infeliz tinha como objetivo inspirar os leitores a olharem para dentro de si próprios, para os seus próprios defeitos. Outros críticos notaram a subversão social da obra ou abriram exceção a ela; na sua correspondência, Thackeray afirmou que a sua crítica não era reservada à classe alta: "O meu objetivo é fazer com que todos se empenhem na busca de Vanity Fair e tenho de levar a minha história até ao fim neste tom menor e sombrio, apenas com sugestões ocasionais aqui e ali de coisas melhores - de coisas melhores que não me compete pregar".

## Adaptações

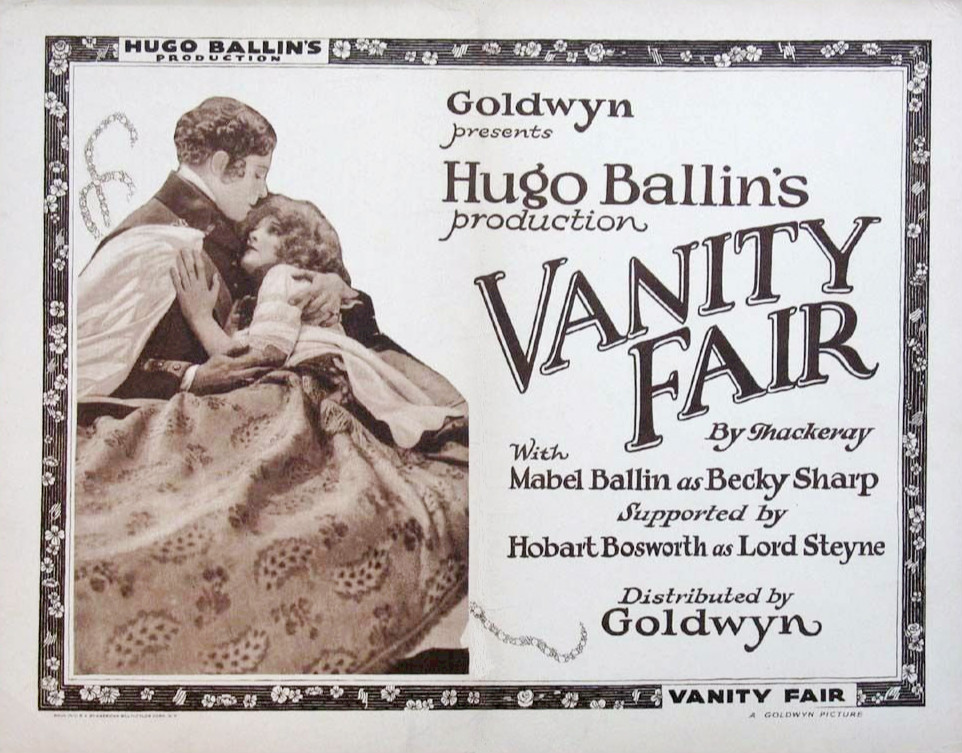
O pôster do filme Vanity Fair, de 1923, um longa-metragem desaparecido em que Becky Sharp foi interpretada pela esposa do diretor.

### Rádio
- Vanity Fair (7 de janeiro de 1940): série de rádio da CBS The Campbell Playhouse apresentada por Orson Welles com Helen Hayes e Agnes Moorehead;[53][54]
- Vanity Fair (6 de dezembro de 1947): série de rádio Favorite Story, da NBC, apresentada por Ronald Colman com Joan Lorring como Becky Sharp;[55]
- Vanity Fair (2004): a BBC Radio 4 transmitiu uma adaptação do romance de Stephen Wyatt, estrelando Emma Fielding como Becky, Stephen Fry como o narrador, Katy Cavanagh como Amelia, David Calder, Philip Fox, Jon Glover, Geoffrey Whitehead como Sr. Osborne, Ian Masters como Sr. Sedley, Alice Hart como Maria Osborne e Margaret Tyzack como Miss Crawley. Posteriormente, foi retransmitida na BBC Radio 4 Extra em 20 episódios de quinze minutos;[56]
- Vanity Fair (2019): a BBC Radio 4 transmitiu uma adaptação em três partes do romance de Jim Poyser, com material adicional de Al Murray (descendente de Thackeray), com Ellie White como Becky Sharp, Helen O'Hara como Amelia Sedley, Blake Ritson como Rawdon Crawley, Rupert Hill como George Osborne e Graeme Hawley como Dobbin;[57]

### Filmes mudos
- Vanity Fair (1911), dirigido por Charles Kent;[58]
- Vanity Fair (1915), dirigido por Charles Brabin;[59]
- Vanity Fair (1922), dirigido por W. Courtney Rowden;[60]
- Vanity Fair (1923), dirigido por Hugo Ballin;[61]

### Filmes sonoros

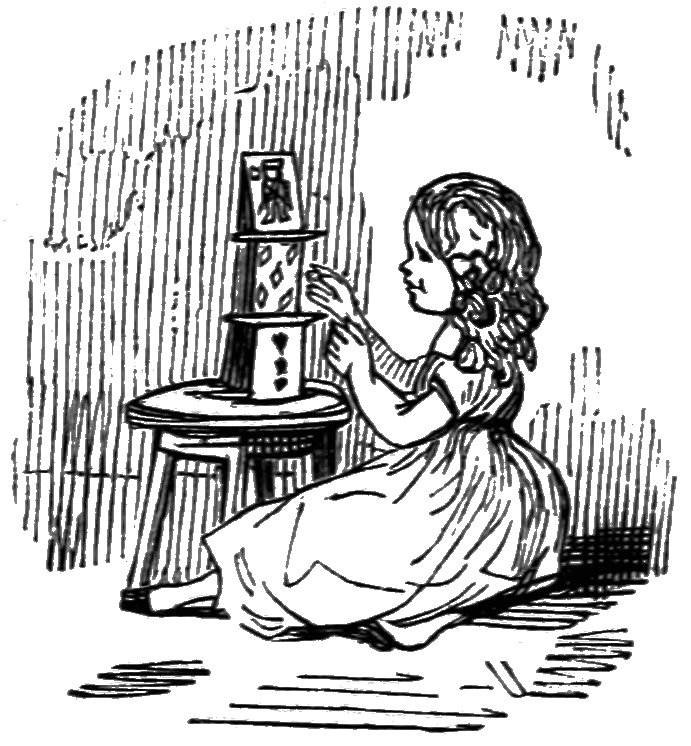
Becky constrói seu castelo de cartas.

- Becky constrói seu castelo de cartas.Vanity Fair (1932): dirigido por Chester M. Franklin e estrelado por Myrna Loy. No longa, Becky Sharp é uma governanta com ascensão social;[62]
- Becky Sharp (1935): estrelado por Miriam Hopkins e Frances Dee. Foi o primeiro longa-metragem filmado em Technicolor de espectro total;[63][64]
- Vanity Fair (2004): dirigido por Mira Nair e estrelado por Reese Witherspoon como Becky Sharp e Natasha Little, que havia interpretado Becky Sharp na minissérie televisiva como Lady Jane Sheepshanks;[65]

### Televisão
- Vanity Fair (1956-7): série da BBC adaptada por Constance Cox e estrelada por Joyce Redman;
- Vanity Fair (1967): minissérie da BBC adaptada por Rex Tucker, estrelada por Susan Hampshire como Becky Sharp, pela qual ela recebeu um prêmio Emmy em 1973. Essa versão também foi transmitida em 1972 nos EUA pela PBS como parte do Masterpiece Theatre;[66]
- Yarmarka tshcheslaviya (1976): minissérie de TV de dois episódios dirigida por Igor Ilyinsky e Mariette Myatt, encenada pelo Teatro Acadêmico Estadual Maly de Moscou da União Soviética(em russo);[67]
- Vanity Fair (1987): minissérie da BBC estrelada por Eve Matheson como Becky Sharp, Rebecca Saire como Amelia Sedley, James Saxon como Jos Sedley e Simon Dormandy como Dobbin;[68]
- Vanity Fair (1998): minissérie da BBC estrelada por Natasha Little como Becky Sharp;[69]
- Vanity Fair (2018): adaptação em sete partes da ITV e da Amazon Studios estrelada por Olivia Cooke como Becky Sharp, Tom Bateman como Capitão Rawdon Crawley e Michael Palin como Thackeray;[70]

### Teatro
- Becky Sharp (1899), peça escrita por Langdon Mitchell;[71]
- Vanity Fair (1946), peça escrita por Constance Cox;[72]
- Vanity Fair (2017), peça escrita por Kate Hamill;[73]
- Vanity (2023), musical escrito e composto por Bernard J. Taylor;

### Ficção
- Becky (2023), romance escrito por Sarah May.[74]